# Matavfall i Storbritannien

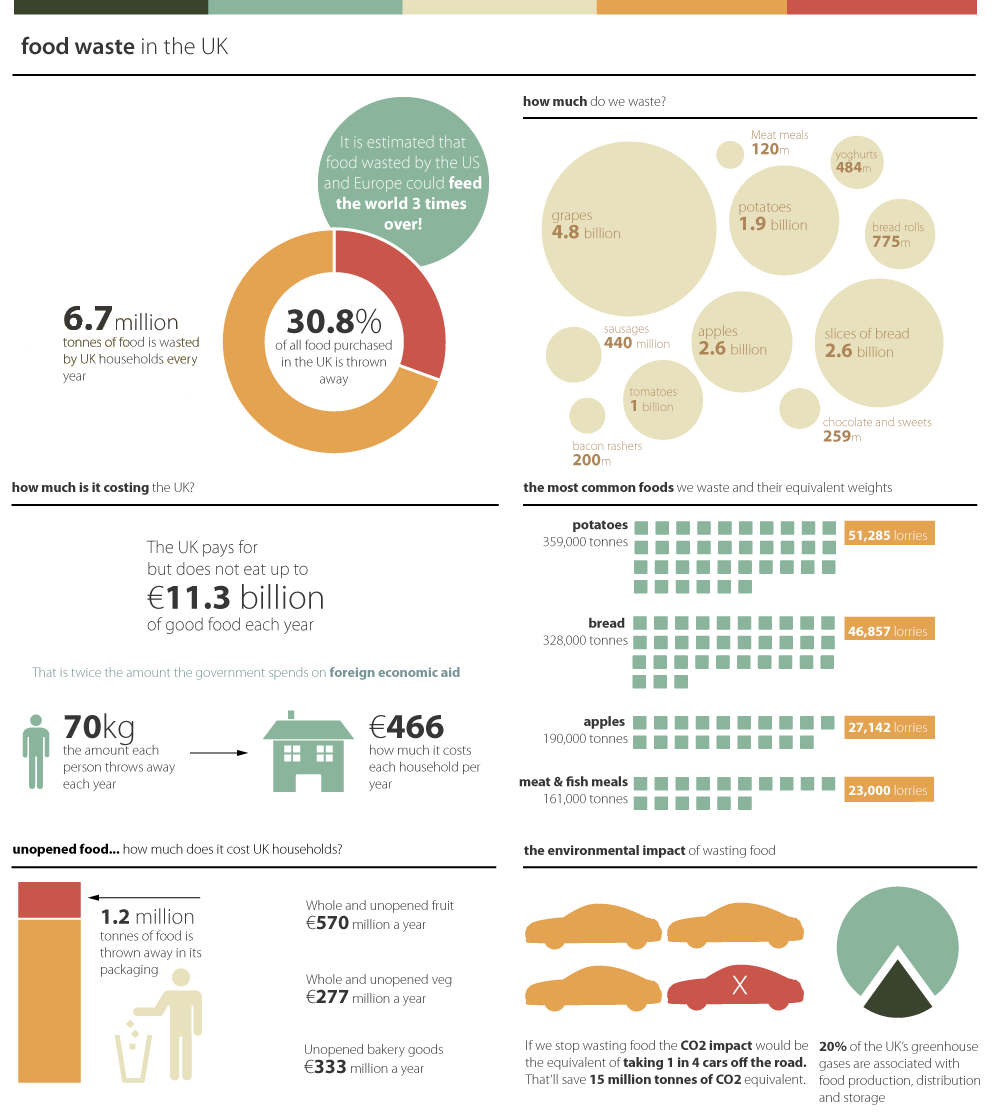

Matavfall i Storbritannien är ett ämne som i hemlandet rönt stor uppmärksamhet, såväl i media som på regeringsnivå. Ämnet har sedan början av 1900-talet identifierats som ett allvarligt problem, bland annat i kampanjen "Love Food, Hate Waste" (älska mat, hata skräp) som startade 2007. Regeringen initierade även programmet "Waste & Resources Action Programme" (WRAP) år 2000.
Hushållen står för huvuddelen av bortkastandet, som 2007 uppgick till 6,7 miljoner ton. Potatis, bröd och äpplen står för den största delen av avfallsberget, medan sallad är den grupp som procentuellt sett går mest till spillo. En stor del av detta matavfall kunde ha undvikits. Oundvikligt avfall är till exempel tepåsar, kaffesump, brödkanter och potatisskal. Det kan dock komposteras, eller i viss mån användas som djurfoder.
Att minska mängden matavfall har ansetts avgörande för att Storbritannien skall klara internationella mål i klimatförändringen, och reducera mängden växthusgaser. Ämnet diskuterades på det trettiofjärde G8-mötet i Toyako på Hokkaido i Japan. Premiärminister Gordon Brown uttalade sig om problemet: "We must do more to deal with unnecessary demand, such as by all of us doing more to cut our food waste" (svenska:" vi måste göra mer för att ta itu med onödig efterfrågan, som att vi alla gör något för att skära ner på vårt matavfall").

## Historia

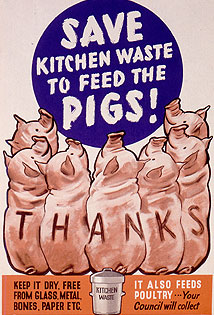
Under andra världskriget rådgav olika affischer om ett antal olika problem, såsom det med matavfall.

Redan under första världskriget började man se den stora mängden matavfall som ett problem. Föreningen Women's institutes, som etablerades 1915, första mål var att bekämpa matavfallet och deras kampanjer jobbar fortfarande med detta.
Maten ransonerades i Storbritannien under första världskriget, till en början på frivillig basis men från februari 1917 blev det successivt obligatoriskt. Dock infördes inga skatter på matavfall, något som gjordes i USA.
Under andra världskriget infördes 8 januari 1940 ransoneringsböcker och nästan all mat var ransonerad. I augusti samma år blev det olagligt att kasta bort användbar mat, brottet kunde till och med rendera fängelsestraff. Affischer uppmanade till att använda köksavfallet som foder till djur som grisar och kycklingar.
Många av dagens kampanjer för att förebygga matavfall har inspirerats av de som användes under andra världskriget. Det har diskuterats om ransoneringen och avfallskampanjerna på 1940-talet i någon egentlig mening förändrade britternas inställning. Rapporter från WRAP visar att äldre människor slänger lika mycket mat som den yngre befolkningen. År 1980 publicerades  en artikel som redogjorde för stora mängder avfall i såväl hushåll som på restauranger och inom olika sektorer av matindustrin. Ökningen av mängden matavfall kan bero på en livsstilsförändring, till exempel inköp av produkter med kortare hållbarhetstid.
Under senare delen av 1990-talet förvärrades matavfallsproblemet och matindustrisektorn beräknades årligen generera över 8 miljoner ton avfall.  En dokumentär 1998 påvisade att flera ton ätbar mat slängdes av en Tescoaffär, vilket återuppväckte debatten. Regeringen skapade år 2000 programmet Waste & Resources Action Programme (WRAP), en regeringsfinansierad, ideell organisation inriktad på utbildning och rådgivning om hur man reducerar mängden matavfall och använder resurserna effektivare. År 2007 startade WRAP kampanjen Love Food, Hate Waste, något som rönte stor medial uppmärksamhet. Efter två år beräknades kampanjen ha förebyggt 137 000 ton matavfall och sparat 300 miljoner pund.
År 2005 startade WRAP en stor undersökning för att ta reda på mängden matavfall och vilken sorts mat som slängdes, vilket resulterade i The Food We Waste Report maj 2008. I rapporten, troligen världens mest omfattande, ingick intervjuer från 2175 hushåll.
| ”                                                                                 | If we are to get food prices down, we must do more to deal with unnecessary demand, such as by all of us doing more to cut our food waste which is costing the average household in Britain around £8 per week. Svenska: Om vi ska lyckas sänka matpriserna måste vi ta itu med onödig efterfrågan, så att vi alla skär ner på matavfallet som kostar genomsnittshushållet i Storbritannien runt 8 pund i veckan. | „ |
| – Gordon Brown intervjuad precis innan ett G8-möte, i The Independent i juli 2008 | |   |

Intresset har varit fortsatt stort, framförallt i media där det ofta diskuteras tillsammans med klimatpåverkan och svälten i Afrika.  Mängden matavfall har blivit ett återkommande ämne under de senare internationella toppmötena, bland annat det trettiofjärde G8-mötet i Hokkaido i Japan, som en del av diskussionen om prisökningen på mat under 2007 och 2008.
I juni 2009 lanserade miljöminister Hilary Benn det nya programmet War on Waste, som går ut på att reducera mängden matavfall. Bland annat skall datummärkningen tas bort och användandet av sell by begränsas, uttrycket betyder att varan inte får säljas efter det datumet. Merparten av sell by-utgångna varor slängs, även om de fortfarande är fullt ätliga och inte passerat bäst före-datum. Nya förpackningsstorlekar skall införas då EU:s regler upphävs och allt fler ensamhushåll behöver mindre förpackningar.

Fem flaggskeppsanläggningar för att genom rötning producera biogas skall byggas innan slutet av mars 2011. Rötgasanläggningarna har beviljats anslag på 10 miljoner pund från WRAP:s Anaerobic Digestion Demonstration Proramme. Liz Goodwin från WRAP bedömer anläggningarna vara banbrytande, och på ett effektivt sätt kan hjälpa Storbritannien med reduceringen av koldioxidutsläpp och förbättra produktionen av hållbar mat.

## Ursprung
| Hushållsmatavfall i Storbritannien | Hushållsmatavfall i Storbritannien | Hushållsmatavfall i Storbritannien | Hushållsmatavfall i Storbritannien | Hushållsmatavfall i Storbritannien | Hushållsmatavfall i Storbritannien |
| Kategori                           | England                            | Wales                              | Skottland                          | Nordirland                         | Storbritannien                     |
| ---------------------------------- | ---------------------------------- | ---------------------------------- | ---------------------------------- | ---------------------------------- | ---------------------------------- |
| Hushållsavfall ('000 ton)          | 25 688                             | 1 585                              | 2 276                              | 919                                | 30 468                             |
| Matavfallets komposition, i %      | 17,5%                              | 18%                                | 18%                                | 19%                                | 17,6%                              |
| Matavfallets kvantitet ('000 ton)  | 4 495                              | 285                                | 410                                | 184                                | 5 375                              |

Hushållen står för mest matavfall, och slängde år 2007 bort 6,7 miljoner ton, runt 19 % av totalen. Potatis är den mest bortkastade varan av de undvikbara. 359 000 ton slängs bort varje år, av vilka 49 % (177 400 ton) är orörda. Brödskivor är den näst mest bortslängda maten, med 328 000 ton varje år, och äpplen den tredje, med 190 000 ton årligen. Sallad slängs bort mest sett till proportionen. 45 % av all sallad slängs oäten.

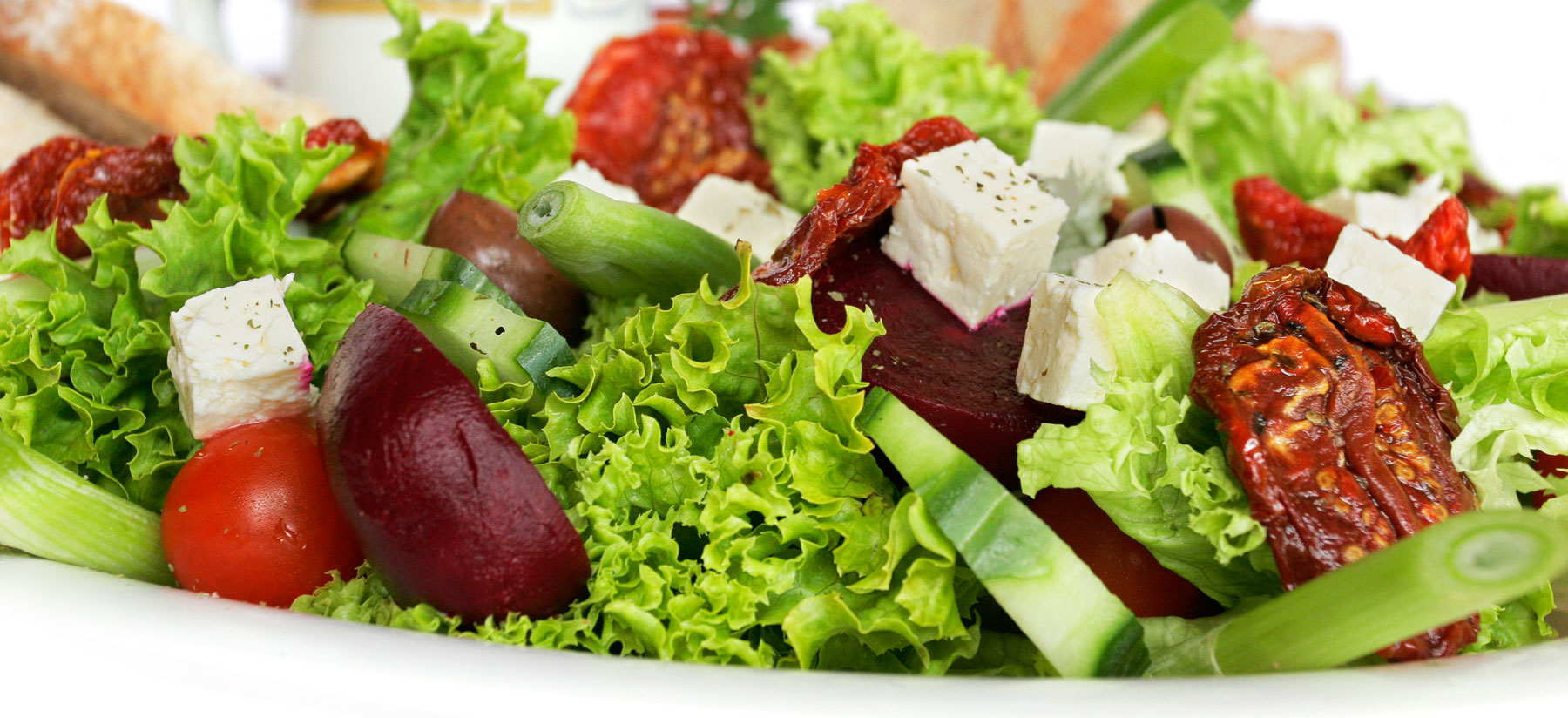
Den mat som slängs bort i störst proportion är sallad, mer än 45 % av maten som köps kastas.

61 % av matavfallet, runt 4,1 miljoner ton, kunde ha undvikits med bättre riktlinjer för konsumtionen. Oundvikligt matavfall, såsom tepåsar, frukt- och grönsaksskal, utgör ungefär 19 %. De resterande 20 procenten består huvudsakligen av mat som är ätlig men som inte alla kan eller vill äta, såsom brödkanter och potatisskal. Den största delen av konsumenterna (90 %) är omedvetna om den mängd mat de slänger; hushåll som inte trodde de slängde bort någon mat visades slänga bort 88 kg per år. Mängden matavfall från ett hushåll beror på flera faktorer. Enligt WRAP är de största faktorerna hushållets storlek, individernas ålder och hushållens sammansättning. Andra faktorer såsom yrke, ålder och etnicitet visade sig ha mindre betydelse] för mängden undvikligt matavfall.

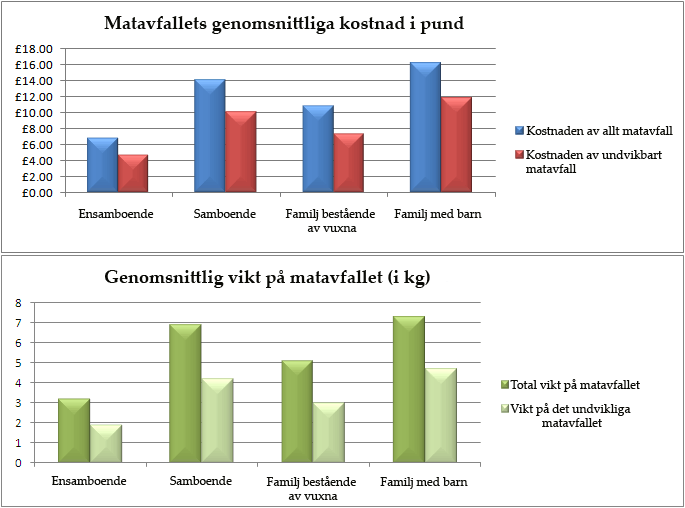
Diagram som visar den genomsnittliga kostnaden och vikten på matavfall från hushållet. Källa: WRAP, the Food we Waste Report

Beträffande hushållsstorleken är inte förhållandet proportionellt, två personer skapar inte dubbelt så mycket matavfall som en. Ensamhushåll kastar i genomsnitt 3,2 kg per vecka, minst per hushåll men mest per person. Det här oproportionella svinnet anses delvis bero på matförpackningarnas olämpliga storlek för ensamboende. Familjer med barn under 16 år kastar veckovis bort mest mat sett till vikten, med 7,3 kg. Per person slänger barnfamiljer bort minst mat, med 1,8 kg. Rapporter har även visat att äldre människor skapar lika mycket undvikligt avfall som yngre, med 1,2 kg per vecka och person. Sett till genomsnittlig kostnad och vikt på matavfallet kastar äldre bort mindre mat.
Andra sektorer har också onödigt matavfall. Matindustrin själv producerar stora mängder avfall. Enbart återförsäljarna genererar 1,6 miljoner ton matavfall per år. Framförallt har snabbköp kritiserats för att kasta bort produkter som är förpackningsskadade eller andra fullt ätbara varor som inte sålts. Exakta siffror på hur mycket mat affärerna slänger bort finns dock inte. Det är även ont om information om hur mycket onödigt matavfall som jordbrukssektorn genererar. Innan EU upphävde sin policy, (1 juli 2009), var missformade frukter och grönsaker olagliga att sälja i butik, och därmed gick de till avfall.

## Effekt
Både hushållen och samhället skulle spara mycket pengar på att reducera mängden matavfall, som beräknas kosta varje brittiskt hushåll ungefär 250-400 pund (3 000 till 4 500 kronor) årligen, eller 15 000 till 24 000 pund (175 000 till 280 000 kronor) under en livstid. Dessutom betalar hushållen skatt för sophämtningen. Hämtningen och återvinningen bekostas av de lokala myndigheterna. Detta är ett problem för de områden där myndigheterna driver separat sophämtning.

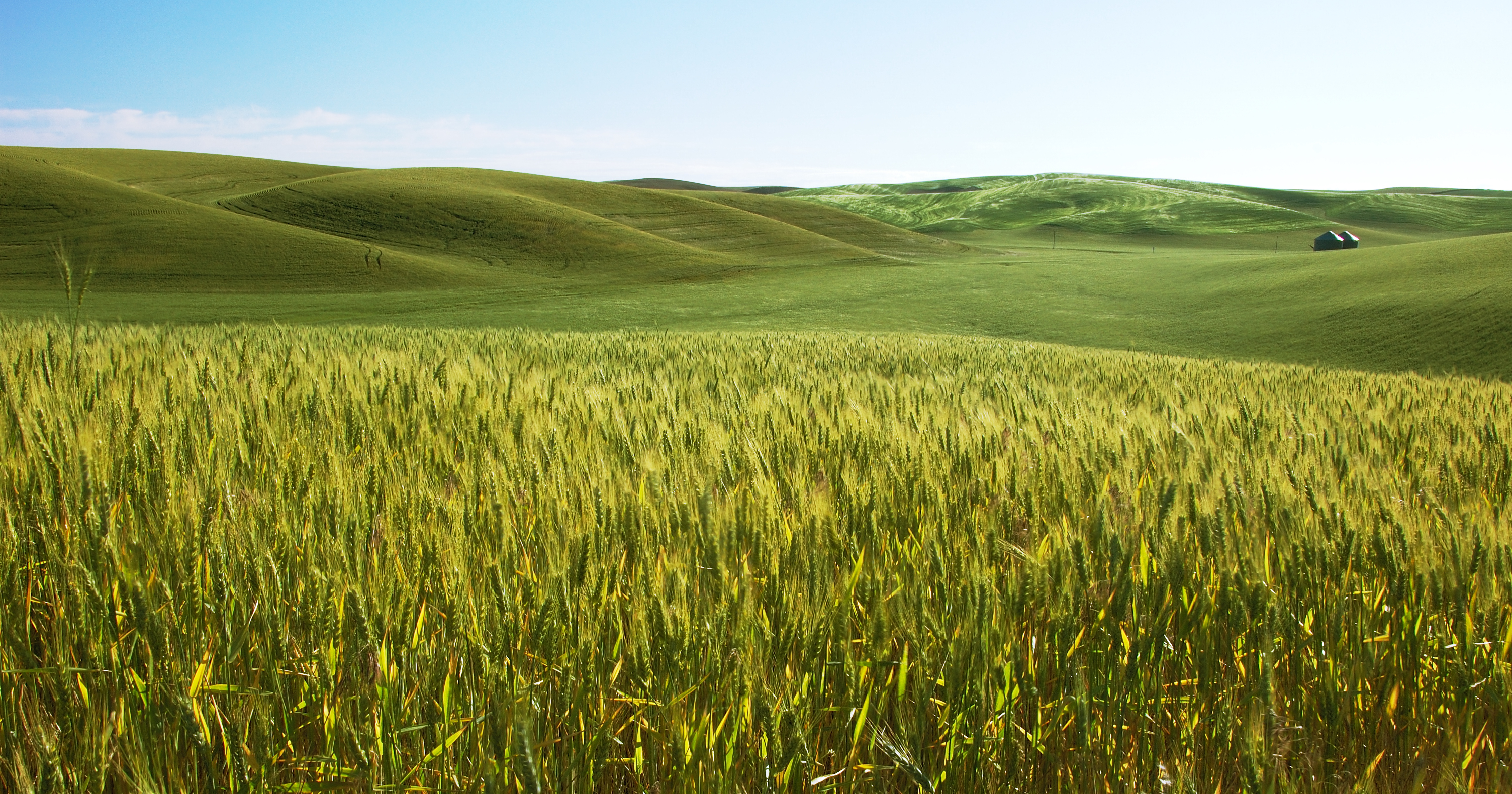
En rapport från FN:s miljöprogram fann att man med ökad effektivitet och med dagens matproduktion skulle kunna ge mat till hela planetens befolkning samt hjälpa miljön.

Att matavfall har en mycket skadlig effekt på miljön är välkänt. För att Storbritannien skall klara de internationella målen beträffande klimatförändringen och begränsa luftföroreningar av växthusgaser krävs det att de skär ner på mängden matavfall. När matavfallet förruttnar på soptippen frigörs den relativt farliga metangasen  tillsammans med en giftig flytande vätska som kan orsaka allvarliga vattenföroreningar.
Livsmedelsföretagen svarar för en femtedel av landets kolutsläpp då produktionen, förvaringen och transporterna är energikrävande. Att stoppa det undvikbara matavfallet har liknats vid att ta bort var femte bil från vägarna.
Även utanför Storbritannien är matavfallet ett problem. Om inte Irland lyckas komma under EU:s soptippsdirektiv väntar flera miljoner euro i böter. Om inte samma mål nås i Storbritannien innebär det böter på 40 miljoner pund om året, vilket kommer att stiga till 205 miljoner pund årligen 2013. Mängden mat som slängs skall år 2010 vara reducerat till 75 % av 1995 års siffror. År 2013 är måttstocken 50 % och 2020 måste siffran vara 35 %.
De höga matpriserna 2007-2008 och den potentiella livsmedelsbristen gör problemet med matavfall viktigt att lösa. Enligt FN:s miljöprogram är matavfallet ett allvarligt problem. Om inget görs kommer en allvarlig livsmedelsbrist att uppstå, vilket kan driva upp matpriserna med 50 %. En tredjedel av den köpta maten äts inte utan slängs. En av UNEP:s styrelsemedlemmar, Achim Steiner, har sagt att mer än hälften av all mat som produceras går förlorad i och med livsmedelskedjornas ineffektivitet. Det finns bevis för att den producerade maten skulle räcka för hela jordklotet, samt rädda livet på vilda djur, genom att effektivisera kedjan.

## Respons

### Förebyggande
| Anledningar till matavfall | Anledningar till matavfall |
| Varför det slängdes        | Procent                    |
| -------------------------- | -------------------------- |
| Oätligt                    | 36,5%                      |
| Kvar på tallriken          | 15,7%                      |
| Utgånget datum             | 15,1%                      |
| Mögligt                    | 9,3%                       |
| Ser inte bra ut            | 8,8%                       |
| Smakade/luktade dåligt     | 4,5%                       |
| Kvar från tillagningen     | 4%                         |
| Annat                      | 3,8%                       |
| I frysen för länge         | 1,5%                       |

I olika kampanjer och artiklar har det framförts råd och tips på hur konsumenterna skall minska mängden matavfall, främst genom att försöka få konsumenterna att förstå innebörden av datummärkningar, och att använda de rester som blir över. Inköpsplanering har också ansetts viktigt för att förminska mängden matavfall. Olika former av sales promotion-erbjudanden har kritiserats för att uppmuntra konsumenter att handla livsmedel som senare slängs iväg. Då marknadsförde livsmedelskedjan Morrisons kampanjen "One Free to Freeze", eller "en extra att frysa in" med förhoppningen om att konsumenterna skall planera mer.
Det är viktigt att förståelsen för förvaringen av mat och datummärkningar ökar. Efterforskningar gjorda av den brittiska livsmedelsorganisationen FSA visade att konsumenterna nästan inte alls förstod vad datummärkningen betydde. 55 % av befolkningen hade enligt rapporten en korrekt uppfattning av datummärkningens innebörd, och bara 36 % av befolkningen visste att man kunde använda mat som gått förbi bäst före-datum men som inte var dålig. Som en del av "War on Waste"-programmet planerar den brittiska regeringen att förändra datummärkningen helt och hållet.
Rester och annan överbliven mat uppmuntras att återanvändas till nya rätter. Kokböcker och matavfallskampanjer med recept som inriktar sig på att innehålla vanliga rester och som kräver minimala matlagningskunskaper har börjat komma ut.

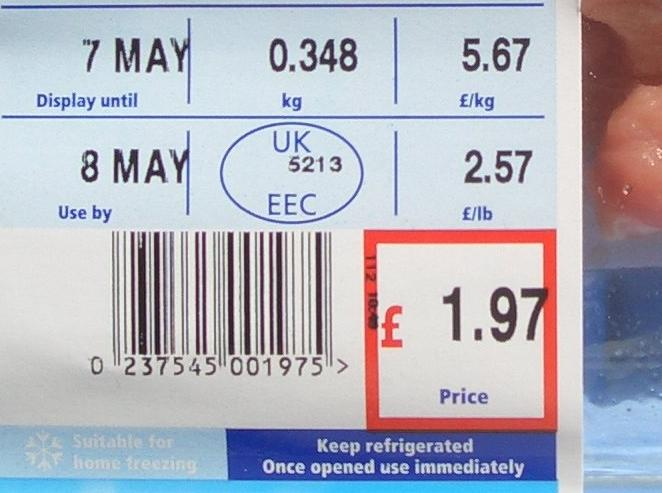
Datummärkningar på mat skall förändras, som en del av War on Waste-programmet, med målet att minska matavfallet.

Framför allt inom framställningen och återförsäljningen av varor, men även inom andra delar av livsmedelskedjan, har man utlovat att reducera mängden omedelbart slängt matavfall, och dessutom matavfallet de har fått hushållen att slänga. Detta skall genomföras genom en kombination av effektivare märkning, förändring av matförpackningarna, förvaringsråd och förpackningar som förlänger hållbarheten på maten. I maj 2009 utökade man försöken att ersätta de större matförpackningarna med mindre matförpackningar. Målet är att skära ner på matavfallet i Storbritannien med 155 000 ton, eller 2,5 % av det totala matavfallet innan 2010, genom att hjälpa hushållen att minska mängden slängd mat.
Välgörenhetsorganisationer inriktade på mat, främst FareShare, delar ut överflödig mat från mattillverkarna bland missgynnade invånare i samhällena. Från 2006 har tre av de fem största snabbköpen arbetat tillsammans med välgörenhetsorganisationer, såsom FareShare, för att reducera mängden matavfall de slänger på soptippen.

### Sophämtning

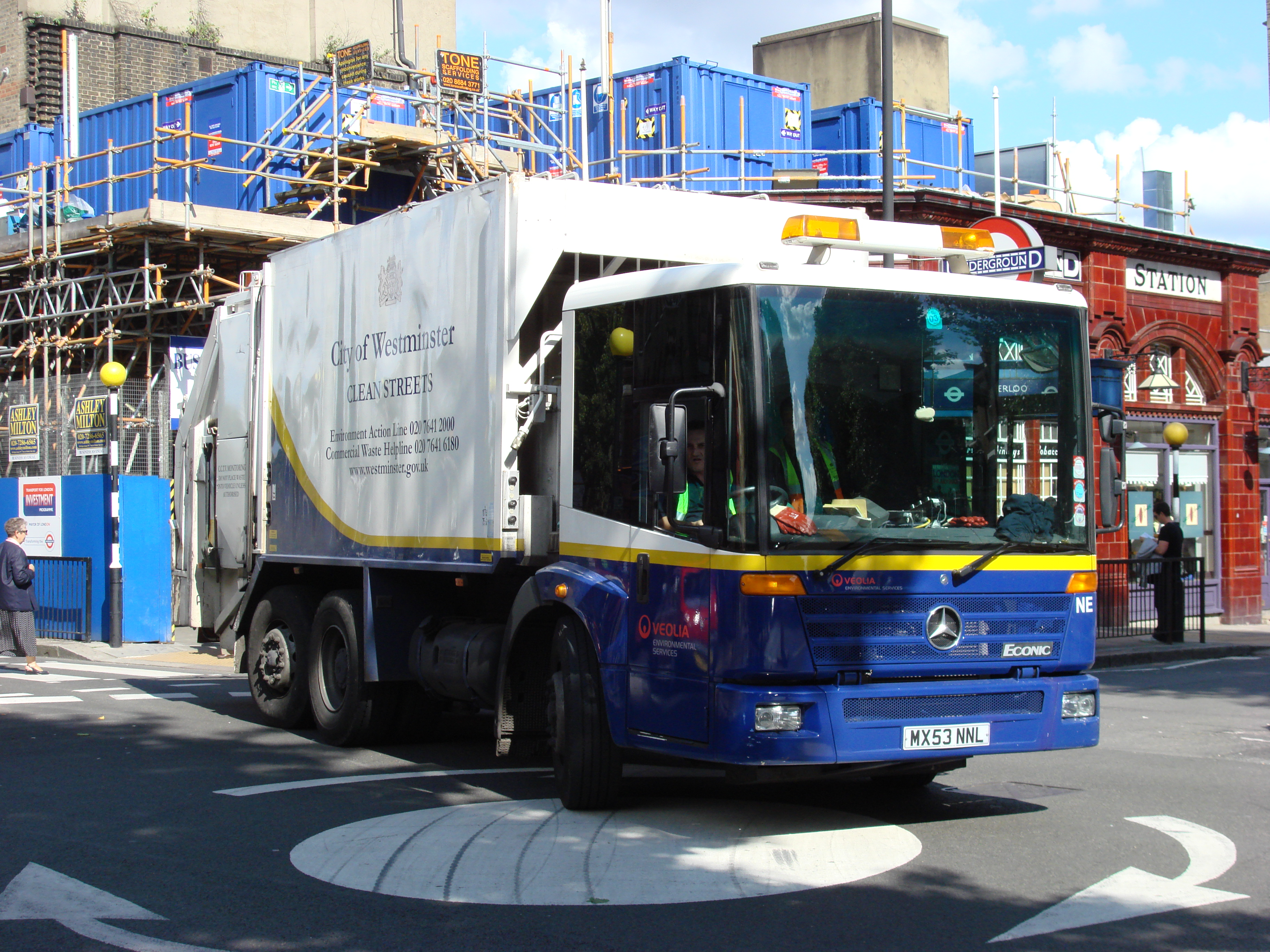
Separat matavfallssophämtning är ovanlig. Där det existerar används redan existerande transport och infrastruktur, som på bilden.

Majoriteten av Storbritanniens myndigheter hämtar matavfallet tillsammans med hushållsavfallet. Enligt beräkningar gjorda 2007 utgör andelen separat matavfallssophämtning för kompostering eller tillverkning av biogas, bara 2 % av den totala sophämtningen. Där väl matavfallet inhämtas separat, läggs det oftast samman med trädgårdsavfall.
Vissa anser att sett till mängden matavfall, och bristen på separat sophållning, så följs inte de uppsatta målen och riktlinjerna. Hur som helst har förslag från EU som kräver att lokala myndigheter erbjuder separat matavfallssophämtning och trädgårdsavfallssophämtning fått stort motstånd. Kritikerna menar att de lokala myndigheterna bäst förstår de speciella omständigheter i respektive område, och att de bör föra sin avfallspolitik själva. Förslagets förespråkare menar att det tillförsäkrar energi som inte slösas bort.
Siffror från WRAP visar att den mest effektiva metoden för att ta vara på matavfall veckovis är separat sophämtning, följt av blandat trädgårdsavfall och matavfall. En blandad sophämtning var fjortonde dag visas vara den sämsta metoden. Detta bekräftade dock bara tidigare antaganden som menade att separat sophämtning kan resultera i mindre slöseri på nedbrytbart avfall.

### Omhändertagande av avfallet
Matavfall slängs till största del, 54 % av de totala matavfallet, på soptippen enligt siffror från 2007 och 2008, siffran minskar dock varje år.
Kompostering är ett av de enklaste sätten att hantera matavfall på. Då allt nedbrytbart materiel förr eller senare förmultnar till kompost kan processen göras hemma utan några som helst kostnader, även om vissa verktyg för att öka effektiviteten kan användas. Vissa saker är mindre lämpade (såsom tillagad mat) vilket kan dra till sig skadedjur. Effektiviteten på nedbrytningen beror på kompostens utrymme och hantering. Inga skadliga gaser från förruttnelsen frigörs, i motsats till soptippen där dessa gaser blandas med onedbrytbara ämnen. Efter förmultningen kan matavfallet användas för att återge näringsämnen till jorden i trädgården.

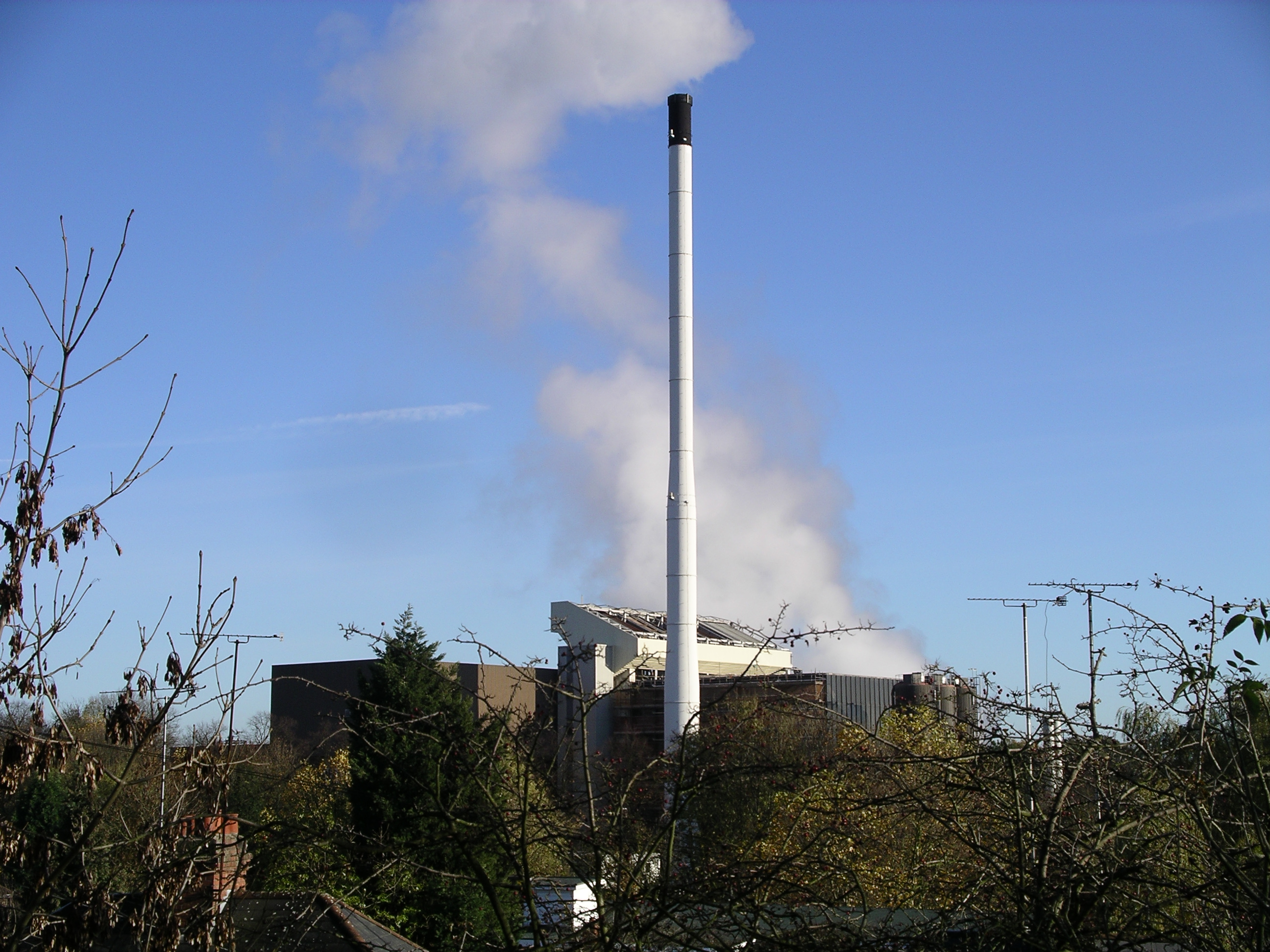
Förbränning av matavfallet är ett av flera alternativ till att slänga det på soptippen.

Rötning för framställning av biogas kan vara en så effektiv metod att göra av med matavfall att Storbritanniens matavfallsproblem kan lösas med en utökning av biogasframställningen. Produktionen har liten påverkan på miljön, och växthusgasutsläppet är mindre än vid kompostering. Men även om processen är väletablerad inom vattenindustrin så är den inte lika etablerad inom avfallssektorn. Trots detta skall biogasframställningen genom rötning utökas av de lokala myndigheterna och återförsäljarkedjan. Ett flertal lokala biogasanläggningar planeras runt om i landet. Den största i Selby. Snabbköpskedjor som Tesco och Sainsbury's skall båda börja framställa biogas av sitt matavfall. Biogasframställningen har dock mycket kvar att utveckla och effektivisera.
Förbränning av avfall har traditionellt ansetts vara en metod för att göra sig av med avfallet. Återvinning av energi från avfallsförbränning har blivit allt viktigare. Vanlig kritik till avfallsförbränning är att andra energikällor ger mer energi, att förbränning medför en nedsmutsning av koldioxid och att det är ett dåligt sätt att ta vara på matavfallet. Avfallsförbränningen förhindrar att matavfallet läggs på soptippen, vilket är den för miljön värsta metoden att göra sig av med matavfall.

### Fotnoter
1. ↑  Siffran från källan överensstämmer inte med regionens officiella siffror.
2. ↑  Även här skiljer siffrorna mycket mellan olika källor, med ett medel på 28 % och ett lägsta på 7 %.
3. ↑  Även här skiljer siffrorna.